# Pratt & Whitney R-1830
Pratt & Whitney R-1830 Twin Wasp byl hvězdicový motor, široce rozšířený v amerických letadlech během 30. a 40. let. Šlo o dvouhvězdicový, vzduchem chlazený 14válec. Celkem bylo vyrobeno 173 618 ks motoru, čímž se stal jedním z nejvíce vyráběných co do počtu. Použití se dočkal např. v bombardéru B-24 nebo nákladním DC-3.

## Varianty
- R-1830-64 - 900 hp (671 kW)
- R-1830-41 - 1200 hp (895 kW)
- R-1830-43 - 1200 hp (895 kW)
- R-1830-65 - 1200 hp (895 kW)
- R-1830-76 - 1200 hp (895 kW)
- R-1830-86 - 1200 hp (895 kW)

## Technické údaje motoru R-1830-86

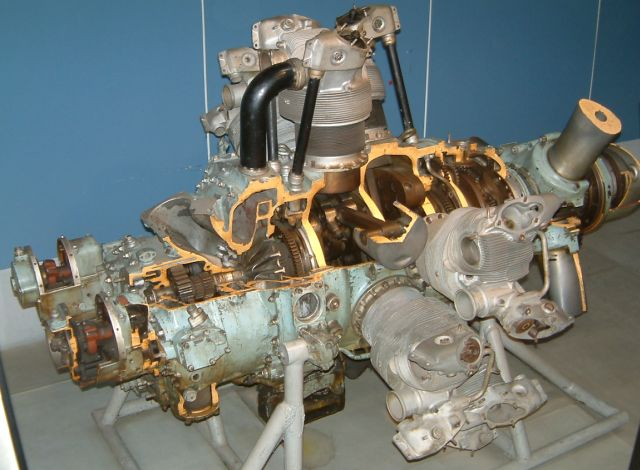
Pratt & Whitney R-1830 "Twin Wasp" (v řezu)

- Typ: dvouhvězdicový čtyřdobý vzduchem chlazený zážehový čtrnáctiválec s reduktorem, přeplňovaný dvoustupňovým dvourychlostním kompresorem
- Vzletový výkon: 1200 hp (895 kW)
- Bojový výkon: 1050 hp (783 kW) ve výšce 3990 m (II. převod kompresoru)
- Vrtání: 139,7 mm
- Zdvih: 139,7 mm
- Zdvihový objem: 29,978 litru
- Kompresní poměr: 6,70
- Průměr motoru: 1222,4 mm
- Hmotnost suchého motoru: 662 kg
- Palivo: letecký benzín 100/125 Grade
- Měrná spotřeba paliva: 290 g.kW/h
- Poměr výkon/hmotnost: 1,35 kW/kg
- Měrný výkon: 29,85 kW/l

### Součásti
- Rozvod: OHV, dvouventilový
- Zapalování: zdvojené, magnety Scintilla
- Chlazení: vzduchem